# Peschawar-Sieben
Die Peschawar-Sieben oder Sieben-Parteien-Allianz oder Allianz der Sieben oder Islamische Union der afghanischen Mudschahedin war eine Anfang der 1980er Jahre gegründete Allianz aus sieben sunnitisch-islamischen Gruppen der wichtigsten Widerstandsgruppen Afghanistans während des Sowjetisch-afghanischen Krieges. In dieser Allianz zusammengefasst waren die sunnitischen Mudschahedin-Parteien, die ihre Zentren in der nordwestpakistanischen Stadt Peschawar hatten.

„Während des Krieges gegen die Sowjetunion führte die Kanalisierung externer Unterstützung durch Pakistan an ausschließlich sieben sunnitisch-islamistische Gruppen (die sog. Peschewar-Sieben) dazu, dass diese im bewaffneten Kampf eine Schlüsselrolle einnahmen.“

Das Bündnis bestand aus vier fundamentalistischen Parteien, die als Hauptziel die Errichtung in Afghanistan eines islamischen Staates (al-dawlah al-islamīyah) verkündeten ohne die klerikale Herrschaft wie in dem Nachbarland Iran. Die drei weiteren Gruppen waren Traditionalisten. Sie befürworteten die Rückkehr Afghanistans zu den vorrevolutionären Formen der Regierung.
|   | Name                                                                                          | Führer                              | gegr. | Verschiedenes |
| 1 | Hizb-i Islāmī (Islamische Partei) I                                                           | Gulbuddin Hekmatjar                 | 1976  | Die Partei ging aus der seit 1969 bestehenden Muslimjugend hervor.                                                                   |
| 2 | Dschamiat-i Islāmī-yi Afghanistān (Islamische Versammlung Afghanistan)                        | Burhanuddin Rabbani (Tadschike)     |       | beherrscht die nördlichen Regionen Afghanistans; Rabbani ist ein ehemaliger Professor der Theologie an der Universität Kabul         |
| 3 | Hizb-i Islāmī (Islamische Partei) II                                                          | Junis Chalis (Paschtune)            | 1978  | spaltete sich 1978 von Hekmatjar |
| 4 | Itehad e Islami Bara e Azadi e Afghanistan (Islamische Einheit für die Freiheit Afghanistans) | Abdul Rasul Sayyaf (Paschtune)      | 1981  | von Saudi-Arabien bzw. den Wahhabiten unterstützt                                                                                    |
| 5 | Harakat e Engelabe e Islami (Bewegung für die islamische Revolution)                          | Mohammad Nabi Mohammadi (Paschtune) | 1978  | |
| 6 | Dschebhe e Nedschat e Melli e Afghanistan (Nationale Befreiungsfront Afghanistan)             | Sibghatullah Modschaddedi           |       | war Präsident des „Vorläufigen Islamischen Staates Afghanistan“; die Partei plädierte für Rückkehr des ehemaligen Königs Zahir Schah |
| 7 | Mihaz e Melli e Islami e Afghanistan (Nationale Islamische Front Afghanistans)                | Said Ahmad Gilani                   |       | größter Einfluss unter den afghanischen Flüchtlingen in Pakistan                                                                     |